# Fagraea plumeriiflora
Fagraea plumeriiflora là một loài thực vật có hoa trong họ Long đởm. Loài này được DC. mô tả khoa học đầu tiên năm 1845.